# Amblyanthopsis
Amblyanthopsis es un género de plantas con flores con  4 especies de arbustos  de la familia Primulaceae.

## Taxonomía
El género fue descrito por Carl Christian Mez y publicado en Das Pflanzenreich 236(Heft 9): 14, 210. 1902. La especie tipo no ha sido designada. 

## Especies aceptadas
A continuación se brinda un listado de las especies del género Amblyanthopsis aceptadas hasta noviembre de 2013, ordenadas alfabéticamente. Para cada una se indica el nombre binomial seguido del autor, abreviado según las convenciones y usos.
- Amblyanthopsis bhotanica (C.B.Clarke) Mez
- Amblyanthopsis crassifolia Merr.
- Amblyanthopsis membranacea (Wall.) Mez
- Amblyanthopsis philippinensis Mez